# Гајофана (Римини)
Гајофана је насеље у Италији у округу Римини, региону Емилија-Ромања.
Према процени из 2011. у насељу је живело 743 становника. Насеље се налази на надморској висини од 28 м.